# Percy Jackson a Olympané
Percy Jackson a Olympané je literární dílo Ricka Riordana o mladém chlapci Percym, kterému se dějí divné věci a který později zjistí, že je polobůh (polokrevný).
První díl série, Percy Jackson: Zloděj blesku, se stal Doporučenou knihou New York Times pro rok 2005. Filmová práva ke knize koupila společnost Twentieth Century Fox a film podle knihy vznikl v roce 2010. Druhý díl, Percy Jackson: Moře nestvůr, byl časopisem Child Magazine vyhlášen Nejlepší knihou pro mládež roku 2006 a současně se stal celostátním bestsellerem podle časopisů Publisher’s Weekly a BookSense. Třetí díl s názvem Percy Jackson: Prokletí Titánů se stal jedničkou hitparády dětských knih v New York Times a také Nejlepší knihou Amazonu za rok 2007. Čtvrtý díl, Percy Jackson: Bitva o Labyrint, si vysloužil nadšenou recenzi s plným počtem hvězdiček v Publisher’s Weekly. Série se uzavírá knihou Percy Jackson: Poslední z bohů, která v USA vyšla v prvotním nákladu 1,2 milionu výtisků a okamžitě zaujala první místa v prodejních hitparádách po celé zemi.
Hlavním hrdinou série Percy Jackson a Olympané je dvanáctiletý dyslektický chlapec žijící v současnosti, který zjistí, že je synem jednoho řeckého boha. Autor Rick Riordan v knihách čerpá ze svých zážitků při výuce řecké mytologie a také ze zkušeností s výukou dětí se speciálními potřebami.
V USA se knih z této série prodalo 17 190 526 kusů (do prosince 2011).

## Díly

### Percy Jackson: Zloděj blesku
viz Percy Jackson: Zloděj blesku
Percy Jackson na akademii Yancy na Long Islandu zažije něco, co změní od základu jeho život. Jeho učitelka matematiky se promění v nebezpečnou nestvůru, která ho chce zabít. Všichni mu ale namluví, že se mu to jen zdálo a Percy uvěří, že má prostě jen podivné halucinace. Tak proč se sakra všichni chovají tak divně? A proč se jeho matka tak taky chová? Po boji s Mínotaurem se dozví, že je polobůh, a ke všemu je ještě obviněn z krádeže božské zbraně, Diova blesku. Dostane se do tábora Polokrevných (mezi smrtelníky jahodovou farmu), kde potká kentaura Cheiróna, Athéninu dceru Annabeth a Hermova syna Luka, který ho přijme jako vedoucí srubu číslo 11. (hermův srub). Při prvním boji o vlajku zjistí, že jeho otcem je Poseidón, což znamená, že jeho otec porušil přísahu, ke které se zavázel po druhé světové válce, která měla být podle knihy způsobena bojem dětí z Velké trojky (Zeus, Hádés, Poseidón). Percy je přinucen jít až do podsvětí a postavit se vládci mrtvých, Hádovi. Číhá ale nebezpečí opravdu tam?

### Percy Jackson: Moře nestvůr
viz Percy Jackson: Moře nestvůr
Percy je na další škole se svým novým kamarádem, bezdomovcem Tysonem. Jeho spolužák a šikanátor Matt Sloan si ale jednou nevědíc pozve do školy nebezpečné lidožrouty (, kteří při hře vybíjená rozbombardujou ohnivými míči celou tělocvičnu). Po jejich zničení s malou pomocí Annabeth se i s Tysonem, který je ve skutečnosti kyklop a Percyho nevlastní btatr, vydávají do tábora. Když tam přijedou, zjistí, že Thaliin strom byl otráven a kentaur Cheirón byl vyhozen. Na jeho místo byla dána duše z trestných polí ( z podsvětí) Tantalos, který nemůže jíst ani pít. A kam se poděl jeho kamarád Grover? Jedinou možností je plout do  Moře nastvůr (Bermudského trojúhelníku) a získat od kyklopa Polyféma (ostrov jako z pohádky se spoustou žravých ovcí) Zlaté rouno. Ale na to by museli dostat povolení, jenže toto povolení na výpravu dostane dcera boha války Clarisse. Když i přes zákaz utečou na výpravu, snaží se jim ji ztížit kdekdo včetně bohů. Když se přesvědčí, že strom otrávil Luke, musí zjistit proč a taky na co potřebuje Luke legendární Zlaté rouno. Ale to, co se dozví, je ještě mnohem děsivější než všechno ostatní.

### Percy Jackson: Prokletí Titánů
viz Percy Jackson: Prokletí Titánů
Percy, Thalia, Annabeth a Grover zachraňují dvojici velmi silných Polokrevných. Percy zkouší riskovat při útoku na Mantichoru, což odnese Annabeth. Setkají se s Artemidou a jejími Lovkyněmi. Annabeth je unesena a Artemis taky. Hrdinové zjistí, že nastává jakési probuzení nestvůr. Nad Olympem se stahují mračna, když se objeví jakýsi Generál. Jaké temné tajemství Zoe Večernice souvisí s Generálem? A co je ta nestvůra, jež má zničit Olymp? Percy se s Lovkyněmi vydá na výpravu za záchranou Annabeth, kde může kdokoliv zemřít hrůznou smrtí. A na konci bude nejtěžší rozhodnutí pro všechny.

### Percy Jackson: Bitva o Labyrint
viz Percy Jackson: Bitva o Labyrint
V táboře se objevuje tajemný bojovník Kvintus se svým pekelným psem. A navíc Clarisse přinese špatné zprávy o tom, že Luke hledá vstup do tábora podzemím. Náhodou Percy a Annabeth najdou vstup do Daidalova Labyrintu přímo v táboře. Do tábora se Labyrintem valí armáda nestvůr. Annabeth, Percy a Tyson jdou Daidala hledat a spolu s nimi jde Grover, aby se pokusil najít boha Pana. Stihnou najít Daidala, Pana a  zastavit armádu nestvůr?

### Percy Jackson: Poslední z bohů
viz Percy Jackson: Poslední z bohů
Blíží se Percyho šestnácté narozeniny a schyluje se k naplnění temné věštby. Armáda Titánů povstává a chystá se napadnout Olymp. Povede je sám Kronos a zaútočí přímo v srdci New Yorku. Percy musí zformovat hrdiny, aby Olymp mohli bránit, a taky přijít na to, kdo je ta myš, která dodává Lukovi všechny informace o tom, co se děje v táboře. Také se musí rozhodnout, jestli provede Nicův riskantní plán, který by mohl být jedinou cestou, jak zachránit západní civilizaci; ale mohlo by to taky znamenat jeho smrt.

### Speciální
- The Demigod Files
- Demigods and Monsters
- The Ultimate Guilde
- The Demigod Diaries

### Série Bohové Olympu
viz Bohové Olympu

## Podobné knihy
- Odkaz Dračích jezdců – Christopher Paolini
- Harry Potter – J. K. Rowlingová
- Charlie – Jenny Nimmo

## Hlavní postavy série
- Percy Jackson – syn Poseidóna a Sally Jacksonové
- Annabeth Chaseová – dcera Athény a experta na válečné konflikty, doktora Chasea
- Grover Underwood – satyr, služebník boha Pana a ochránce Percyho a Annabeth
- Luke Castellan – syn Herma a May Castellanové, považován za nejlepšího bojovníka tábora polokrevných a hostitel Krona
- Nico di Angelo – syn Háda a Marii di Angelo
- Bianca di Angelo – dcera Háda a Marii di Angelo
- Clarisse La Ruová – dcera Arése
- Thalie – dcera boha Dia, Artemidina  velitelka (lovkyně)
- Tyson – (kyklop) syn Poseidóna, generál Diových vojsk
- Rachel Dareová – dcera milionářů Dareových, později se z ní stane Orákulum, umí prohlédnout mlhu
- Poseidón – bůh moře, zemětřesení a koní
- Zeus – bůh oblohy a blesků, král bohů
- Hádes – bůh mrtvých
- Sally Jacksonová – matka Percyho, dokáže prohlédnout mlhu
- Cheirón – kentaur, syn Krona
- Dionýsos – bůh vinné révy, ředitel Tábora Polokrevných
- Hermés – posel bohů, bůh zlodějů a otec Luka
- Artemida – bohyně lovu a Měsíce
- Ethan Nakamura – syn bohyně Nemesis, pomohl povstat Kronovi
- Arés – bůh války
- Athéna – bohyně vítězství, strategie a moudrosti, matka Annabeth
- Apollón – bůh slunce, poezie a věštění, autor Orákula
- Charles Beckendorf – syn Héfaista, obětuje svůj život za výbuch  princezny Anromedy (lodi)
- Héfaistos – bůh ohně, řemesel

## Ocenění
- A New York Times Bestseller
- Al Roker's Book Club For Kids, the Today Show
- A Best Book of 2005, School Library Journal
- A New York Times Notable Book of 2005
- A Best Book of 2005, Child Magazine
- Bluebonnet Award Nominee, 2006, Texas Library Association
- Askews Torchlight Award (UK), 2006
- Chicago Public Library Best of the Best Book List, 2005
- VOYA Top Shelf Fiction List for 2005
- YALSA Best Book for Young Adults, 2005
- Red House Children's Book Award Winner (UK), 2006
- CCBC choice award 2006, Cooperative Children's Book Center
- Notable Children's Book, 2006, National Council for Teachers of English
- A Publishers Weekly National Children's Bestseller
- Beehive Award, 2007, Children's Literature Association of Utah
- Maine Student Book Award, 2007